# Lene Byberg
Lene Byberg (nascida em 25 de novembro de 1982) é uma ciclista norueguesa, especialista em cross-country de mountain bike.

## Jogos Olímpicos
Byberg competiu no ciclismo de estrada nos Jogos Olímpicos de Verão de 2004 em Atenas. Ela competiu no mountain bike nos Jogos Olímpicos de Verão de 2008 em Pequim, onde terminou em 13º na prova de cross-country.

## Campeonato Mundial
Byberg conquistou a medalha de prata no Campeonato Mundial de Cross-country em 2009, disputado na cidade de Camberra, Austrália.

## Copa do Mundo da UCI
Lene Byberg ficou em segundo lugar na geral da Copa do Mundo de 2009, realizada pela União Ciclística Internacional (UCI).

## Campeonato Nacional de Estrada
Byberg consagrou-se campeã nacional no ciclismo de estrada em 2004. Em mountain bike, ela venceu o campeonato norueguês em cross-country, no ano de 2006, e novamente em 2007, e tornou-se campeã nacional de maratona em 2005 e 2006.